# 1976年モントリオールオリンピックのチェコスロバキア選手団
1976年モントリオールオリンピックのチェコスロバキア選手団（1976ねんモントリオールオリンピックのチェコスロバキアせんしゅだん）は、1976年7月17日から8月1日にかけてカナダのモントリオールで開催された1976年モントリオールオリンピックのチェコスロバキア選手団、およびその競技結果。

## 概要
今大会は金メダル2個、銀メダル2個、銅メダル4個の合計8個のメダルを獲得した。

## メダル
| メダル | 選手名                 | 競技   | 種目           |
| ------ | ---------------------- | ------ | -------------- |
| 金     | アントン・トカシュ     | 自転車 | 男子スプリント |
| 銅     | ヘレナ・フィビンゲロバ | 陸上   | 女子砲丸投     |